# Compromesso di Lussemburgo
Il compromesso di Lussemburgo siglato il 29 gennaio 1966 è stato un accordo politico informale tra gli stati membri della CEE. Pose fine alla cosiddetta "crisi della sedia vuota" apertasi il 30 giugno 1965 con la decisione del presidente francese Charles De Gaulle di boicottare le riunioni del Consiglio dei ministri della CEE, di fatto bloccando l'attività della CEE.
La decisione di De Gaulle fu una risposta alla proposta avanzata dalla Commissione della CEE nel 1965, che suggeriva modifiche alla politica agricola comune, un rafforzamento del Parlamento europeo e della Commissione e l'estensione del ricorso a votazioni a maggioranza qualificata (e non più all'unanimità) in seno al Consiglio dei ministri. La proposta della Commissione andava nel senso di un rafforzamento dell'integrazione europea e del carattere sovranazionale della CEE, a cui De Gaulle si opponeva. Vista la difficoltà di giungere a un compromesso tra la Francia, la Commissione e gli altri stati membri, il 30 giugno 1965 De Gaulle decise di boicottare le attività della CEE in segno di protesta, attuando la cosiddetta politica della “sedia vuota”.
Con il compromesso raggiunto a Lussemburgo nel gennaio 1966 i governi degli stati membri della CEE previdero la possibilità di un rinvio dell'adozione a maggioranza qualificata di una delibera del Consiglio nel caso in cui uno Stato membro invocasse il pregiudizio di "propri interessi molto importanti". Interpretato come un diritto di veto, il compromesso di Lussemburgo, ha per lungo tempo impedito che si procedesse a maggioranza qualificata anche nei casi in cui essa era prevista dai Trattati. Di fatto venne, dunque, mantenuto il voto all'unanimità ogni qual volta uno Stato membro riteneva minacciato un proprio interesse vitale. Di fatto fu deciso di rallentare il processo di costruzione di un'Europa sovranazionale e federale e di favorire invece una concezione intergovernativa della CEE, in cui gli stati mantenessero ampi poteri.
A causa della crisi della sedia vuota, alla scadenza del mandato della Commissione Hallstein II a inizio 1967 i governi degli stati membri della CEE decisero di non rinnovare il mandato di presidente della Commissione europea a Walter Hallstein.
Le regole sui metodi di votazione in seno al Consiglio dei ministri delle Comunità europee vennero modificate con l'Atto unico europeo entrato in vigore nel 1987, che reintroduceva il ricorso alle votazioni a maggioranza qualificata in alcuni ambiti.